# アントワーヌ・リッソ

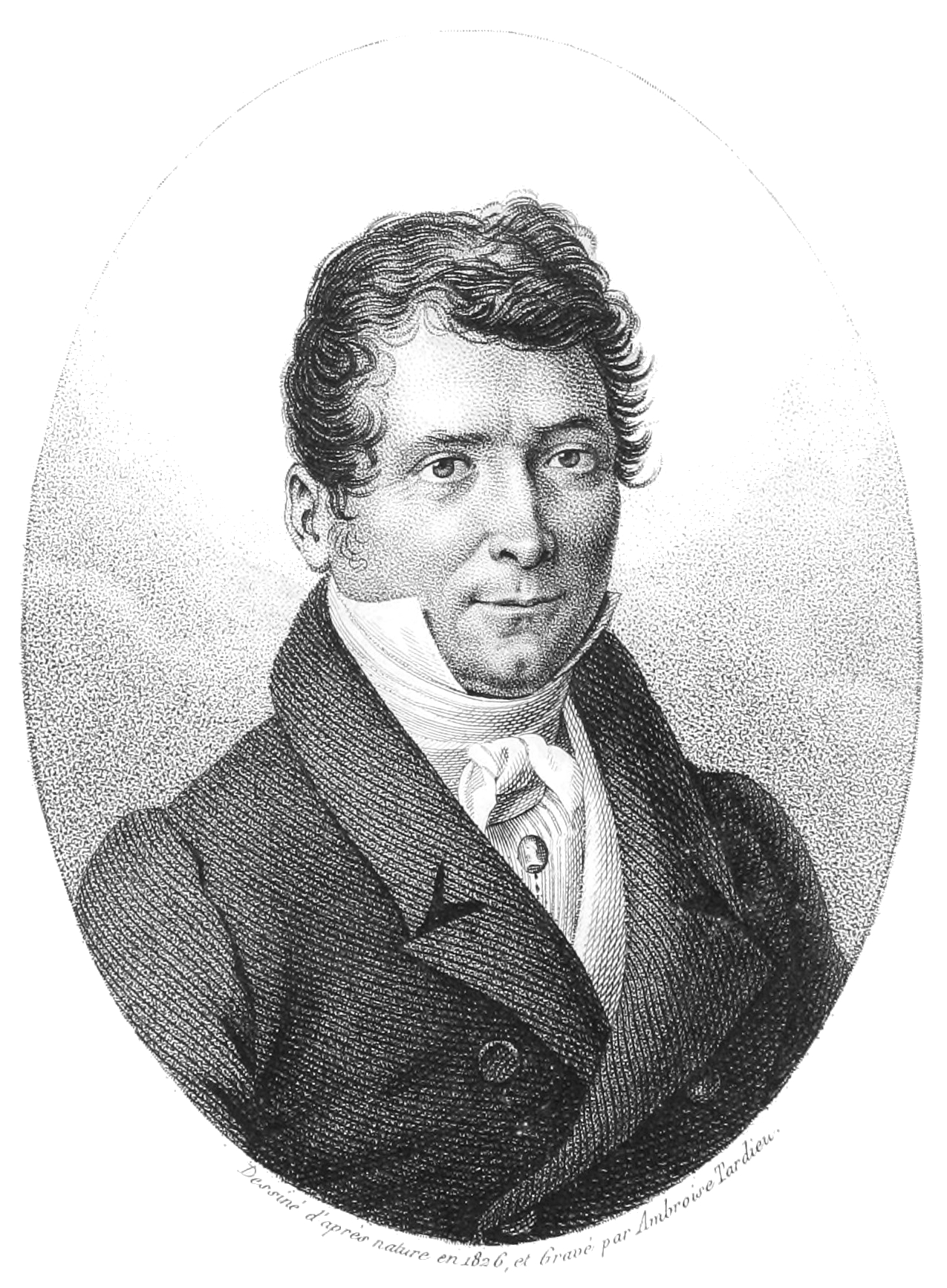
ジュゼッペ・アントニオ・リッソ

アントワーヌ・リッソまたはジュゼッペ・アントニオ・リッソ（Antoine Risso、Giuseppe Antonio Risso、1777年4月8日 - 1845年8月25日)は、ニース（当時、サルデーニャ王国）生まれの薬学者、博物学者である。

## 略歴
ニースで生まれた。ニースはリッソの生まれた時はサヴォイ公の領地であったが、リッソが15歳の時、フランス軍の侵攻を受け、後にフランス領となる。トリノの薬学者、バルブス（Giovanni Battista Balbis）の元で学び、シャルトルゥー（Augustin Balmossiere-Chartroux）が経営する薬局で薬剤師見習いを7年間続けた後、1802年に薬剤師の資格を得た。ニースの病院で働き、医学専門学校などの植物学教授に任じられ、植物園の園長を務めた。
著作に 「ニースの魚類学」（"Ichthyologie de Nice" :1810）、「南ヨーロッパ主要産物の自然史」（"Histoire naturelle de principales productions de l’Europe méridionale" :1826）、「ニースの植物」（"Flore de Nice":1844）などがあり、多くの魚類などの記載を行った。
ハナゴンドウのヨーロッパでの通称、「Risso's dolphin」や、学名では藻類のRissoellaceae科の属名Rissoellaや、貝類のRissoella genderの属名などはリッソに因んで命名された。
、